# 朝日インターチェンジ
朝日インターチェンジ（あさひインターチェンジ）は、富山県下新川郡朝日町月山にある北陸自動車道のインターチェンジである。富山県内では最東端に位置している。
2005年（平成17年）の道路関係4公団民営化後は、当ICを含まない東側が東日本高速道路（NEXCO東日本新潟支社）、当ICを含む西側が中日本高速道路（NEXCO中日本金沢支社）の管轄となっている。

## 歴史
- 1983年（昭和58年）12月13日 - 滑川IC - 朝日IC間の開通に伴い[7][8]、供用開始[1][2][3]。
- 1988年（昭和63年）7月20日 - 名立谷浜IC - 朝日IC間が開通[1][9][10][11]。当初は暫定2車線での供用[12][13]。
- 1998年（平成10年）10月23日 - 朝日IC - 越中境PA間が4車線化[13][14]。

## 道路
- E8 北陸自動車道（27番）
- 接続する道路：国道8号[3]

## 料金所
- ブース数：4

### 入口
- ブース数：2
  - ETC専用：1
  - 一般：1

### 出口
- ブース数：2
  - ETC専用：1
  - 一般：1

## 周辺
- あいの風とやま鉄道あいの風とやま鉄道線 泊駅・越中宮崎駅
- 宮崎・境海岸
- 朝日町役場
- 朝日町立朝日中学校

## 隣
E8 北陸自動車道
(26)黒部IC - (26-1)入善PA/スマートIC - (27)朝日IC - 越中境PA - (28)親不知IC